# Regione di Žalalabad
La regione di Žalalabad (in kirghiso Жалалaбад областы?) è una regione (oblast') del Kirghizistan con capitale Žalalabad.

## Geografia fisica
Il territorio ospita diversi laghi di montagna (degna di menzione è la riserva naturale di Saryčelek, al cui interno è presente l'omonimo lago alpino), acque minerali e detiene il primato della più grande foresta di noci del mondo (chiamata Arslanbob), la quale ricopre una vasta parte della regione.

## Geografia antropica

### Suddivisioni amministrative
La regione è suddivisa in otto distretti (rajon):
| Distretto    | Capoluogo    |
| ------------ | ------------ |
| Aksy         | Kerben       |
| Ala-Buka     | Ala-Buka     |
| Bazar-Korgon | Bazar-Korgon |
| Čatkal       | Kanyš-Kyâ    |
| Nooken       | Massy        |
| Suzak        | Suzak        |
| Toguz-Toro   | Kazarman     |
| Toktogul     | Toktogul     |

## Economia
Nella regione si coltivano grano, frutta, ortaggi, mais, noci, tabacco e si allevano bachi da seta.
Sul fronte dell'industria sono presenti pochi stabilimenti tessili e centrali idroelettriche tra cui spicca la centrale di Toktogul che provvede alla fornitura di elettricità e acqua a livello nazionale arrivando persino a supplire alle necessità dei paesi confinanti; tra le risorse naturali si annoverano minerali, gas naturale, carbone, metalli e petrolio, a tal proposito si cita la città di Kochkor-Ata, sede di una piccola gamma di industrie petrolifere.
Si segnalano inoltre alcuni stazioni climatiche dell'era sovietica che offrono trattamenti di acque minerali per persone affette da malattie croniche; varie imprese si sono succedute nel commerciare flaconi di acqua minerale nel paese e all'estero.